# AWA World Light Heavyweight Championship
AWA World Light Heavyweight Championship fue un campeonato de la American Wrestling Association. El campeonato estuvo activo hasta el quiebre de la promoción en 1991. En 1990, Frontier Martial-Arts Wrestling utilizó el campeonato hasta 1993, pero la AWA no reconoce a los campeones durante aquellos años.

## Lista de campeones
| Luchador:    | Reinado N°: | Derrotó a:                                             | Fecha:                  | Ubicación             |
| ------------ | ----------- | ------------------------------------------------------ | ----------------------- | --------------------- |
| Mike Graham  | 1           | Se le es entregado.                                    | junio de 1981           | N/A                   |
| Buck Zumhofe | 1           | Mike Graham                                            | 19 de junio de 1983     | Hamburg, Minnesota    |
| Steve Regal  | 1           | Buck Zumhofe                                           | 25 de marzo de 1984     | Saint Paul, Minessota |
| Buck Zumhofe | 2           | Steve Regal                                            | 28 de noviembre de 1985 | Saint Paul, Minessota |
| Vacante      |             | Zumhofe va a prisiòn.                                  | julio de 1986           | N/A                   |
| Mike Graham  | 2           | Se le es entregado.                                    | 1988                    | N/A                   |
| Vacante      |             | Frontier Martial-Arts Wrestling reclamà el campeonato. | 1990                    |                       |
| Buck Zumhofe | 3           | Venciendo a Jonnie Stewart.                            | 11 de agosto de 1990    | Rochester, Minnesota  |
| Abandonado   |             | Debido al quiebre de la empresa.                       | enero de 1991           | N/A                   |

## Mayor cantidad de reinados
- 3 veces: Buck Zumhofe.
- 2 veces: Mike Graham.